# Kontrybucja

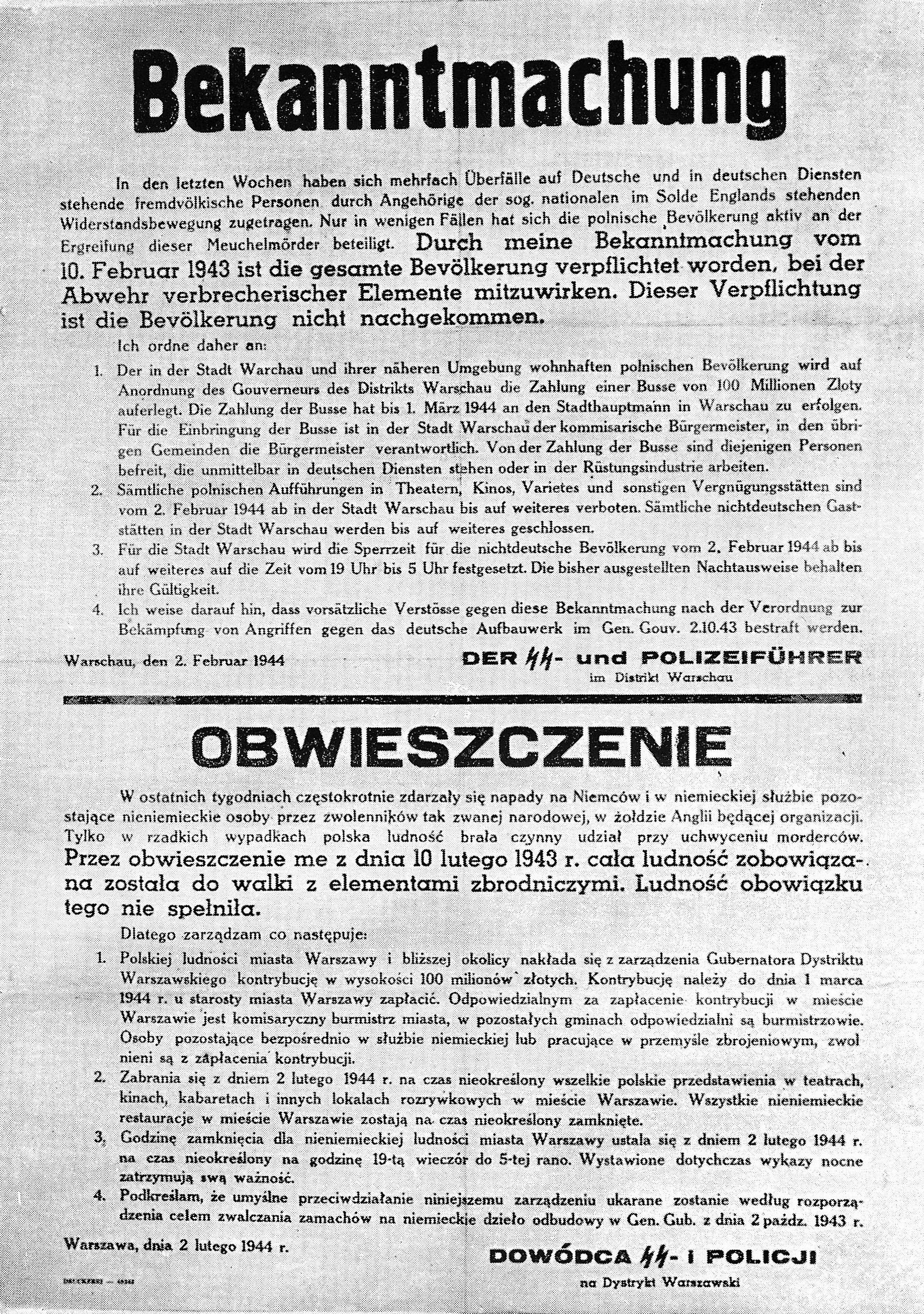
Obwieszczenie z 2 lutego 1944 o m.in. nałożeniu 100-milionowej kontrybucji na Warszawę i okolicę w ramach odwetu za zamach na Franza Kutscherę

Kontrybucja (łac. contributio ‘zbieranie; rozdzielanie; składka’ od contribuere ‘zbierać; przyczyniać się’ com ‘współ’ tribuere ‘(roz)dawać; udzielać; łożyć’ z tribus ‘okrąg, jednostka podziału terytorialnego ludności starożytnego Rzymu’) – danina, składka, jednorazowy podatek wojenny bądź odszkodowanie wojenne, zwrot kosztów wojennych.
1. W starożytności i średniowieczu kontrybucja była to pieniężna danina składana przez poddanych na rzecz państwa.
2. W starożytnym Rzymie w okresie Republiki kontrybucja – contributio była to danina nakładana na pokonane ludy, służąca zwrotowi pożyczki zaciągniętej u ludu rzymskiego na prowadzenie wojny.
3. W czasach nowożytnych i najnowszych – opłata za odstąpienie od oblężenia lub zaniechanie agresji terytorialnej, która była lub jest stosowana w celach represyjnych.
4. Również w czasach nowożytnych i najnowszych – danina pieniężna, która została narzucona w traktacie pokojowym przez państwo zwycięskie państwu pokonanemu[2]. Czym innym są reparacje wojenne.

Haski regulamin praw i zwyczajów wojny z 1907 w art. 51 dozwala pobierać kontrybucję na terytorium okupowanym tylko na zasadzie rozkazu na piśmie i pod odpowiedzialnością naczelnego wodza (commander-in-chief). Pobór taki powinien odbywać się możliwie zgodnie z przepisami opodatkowania i repartycji podatków obowiązujących.  Za opłatę każdego podatku wydać należy płatnikom odpowiednie pokwitowanie.